# 지재룡
지재룡(池在龍, 1942년 5월 10일~)은 조선민주주의인민공화국의 외교관이다.

## 생애
2010년부터 2021년까지 중화인민공화국 주재 조선민주주의인민공화국 특명전권대사를 맡있다.